# Empoasca knighti
Empoasca knighti är en insektsart som beskrevs av Irena Dworakowska 1974. Empoasca knighti ingår i släktet Empoasca och familjen dvärgstritar.
Artens utbredningsområde är Kongo. Inga underarter finns listade i Catalogue of Life.